# Harry Winston, Inc.

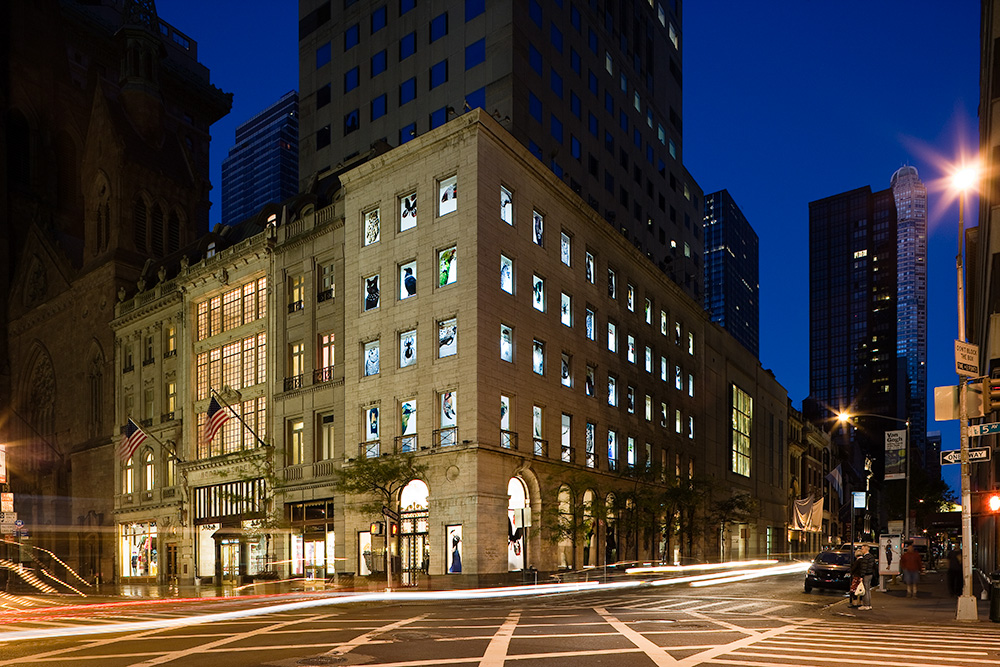
Sede de Harry Winston en el 718 de la Quinta Avenida de Nueva York

Harry Winston, Inc. es una empresa estadounidense dedicada a la producción y comercialización de joyería de lujo y de sus propios relojes de manufactura suiza. La empresa se fundó en 1932 como Harry H. Winston Jewels, Inc. y cambió su nombre a Harry Winston Inc. en enero de 1936. La empresa lleva el nombre de su fundador,  Harry Winston, conocido por muchos como el "Rey de los Diamantes".
La firma es ampliamente reconocida como uno de los fabricantes de joyería más prestigiosos del mundo. Tiene su sede en Nueva York y es propiedad absoluta de la empresa suiza Grupo Swatch, que la adquirió compañía a la Harry Winston Diamond Corporation, con sede en Toronto (posteriormente conocida como ACDC) en enero de 2013.

## Historia

### Orígenes
El joyero estadounidense Harry Winston abrió su primera tienda bajo el nombre de "Harry H. Winston Jewels, Inc." en 1932. En 1936, la compañía cambió su nombre a "Harry Winston Inc."
Fue el primer joyero en prestar diamantes a una actriz para la ceremonia de los Premios Óscar en 1943. Tras vestir a la nominada a Mejor Actriz, Jennifer Jones, con sus diamantes característicos, Winston se hizo popular entre las celebridades de Hollywood.

### Desarrollo reciente
Tras el fallecimiento del fundador de la compañía, esta pasó a sus dos hijos, Ronald y Bruce, quienes se enfrentaron durante una década por el control de la empresa. En el año 2000, Ronald, junto con su nuevo socio, Fenway Partners, compró la parte de Bruce de la compañía por 54,1 millones de dólares.
En 2010-2011, las ventas de la compañía alcanzaron los 246 millones de euros en ventas totales, de los cuales 36 millones fueron en relojes. La compañía también nombró a un nuevo director ejecutivo, Frederic de Narp, procedente de Cartier North America. Sucedió a Tom O'Neill.
El 14 de enero de 2013, Harry Winston, Inc. anunció la firma de un acuerdo para la venta de su división de joyería y relojería de diamantes de lujo, Harry Winston Inc., al Grupo Swatch de Suiza. La transacción incluyó la marca y todas las actividades relacionadas con la joyería y la relojería, incluyendo los 535 empleados en todo el mundo y la factoría dedicada a la fabricación de relojes ubicada en Ginebra.

### Boutiques
La compañía dispone de tiendas Harry Winston en China, Francia, Alemania, Hong Kong, Italia, Japón, Macao, Mónaco, Rusia, Singapur, Suiza, Taiwán, Turquía, Emiratos Árabes Unidos, Reino Unido y Estados Unidos.

## Adquisiciones destacadas
La compañía adquirió el impecable diamante Winston Azul el 15 de mayo de 2014.